# 16528 Terakado
16528 Terakado è un asteroide della fascia principale. Scoperto nel 1991, presenta un'orbita caratterizzata da un semiasse maggiore pari a 2,5317372 UA e da un'eccentricità di 0,2098733, inclinata di 9,16143° rispetto all'eclittica.